# Matías Lisandro Mansilla
Matías Mansilla (Los Juríes, Santiago del Estero; 15 de enero de 1996) es un futbolista argentino que se desempeña en la posición de arquero y actualmente es jugador de Atlético Tucumán, de la Primera División de Argentina.

## Trayectoria
Realizó inferiores en Huracán hasta pasar a Midland, donde debutaría en 2015. En julio de 2020 pasa a Deportivo Morón luego de una conflictiva salida de Midland, firmando contrato hasta junio de 2023. En junio de 2021 pasa a Patronato a préstamo por un año y medio. El 30 de octubre de 2022, se coronó campeón con Patronato de la Copa Argentina 2022 tras vencer por 1-0 a Talleres (C). Durante 2023, jugó en Central Córdoba (SdE).
A fines de enero de 2024 es confirmado como refuerzo de Estudiantes de La Plata. El club adquirió el 90% de sus derechos económicos y le realizó un contrato por 3 años.
El 30 de abril de 2024, con una actuación consagratoria de Mansilla, Estudiantes de La Plata consigue la clasificación a la final de la Copa de la Liga Profesional 2024 al atajar dos veces en la definición por penales y eliminar a Boca Juniors.
El 5 de mayo del mismo año, en la final contra Vélez Sarsfield, ataja 3 penales en la definición final, cumpliendo un rol clave para la consagración de Estudiantes en la Copa de la Liga Profesional 2024.
El 21 de diciembre de 2024 obtiene el Trofeo de Campeones de la Liga Profesional 2024, siendo el arquero titular en el triunfo de Estudiantes de La Plata ante Vélez Sarsfield por 3-0 en el Estadio Único Madre de Ciudades de Santiago del Estero.
En julio de 2025, es cedido a préstamo a Atlético Tucumán por 12 meses con opción de compra.
El 23 de julio fue la figura del partido para la eliminación de Boca Juniors en Copa Argentina 2025.

## Clubes
| Club                      | País      | Año       |
| ------------------------- | --------- | --------- |
| Midland                   | Argentina | 2015-2020 |
| Deportivo Morón           | Argentina | 2020-2021 |
| Patronato (cedido)        | Argentina | 2021-2022 |
| Central Córdoba (SdE)     | Argentina | 2023-2024 |
| Estudiantes de La Plata   | Argentina | 2024-2025 |
| Atlético Tucumán (cedido) | Argentina | 2025-Act. |

## Palmarés

### Campeonatos nacionales
| Título              | Club                    | País      | Año  |
| ------------------- | ----------------------- | --------- | ---- |
| Copa Argentina      | Patronato               | Argentina | 2022 |
| Copa de la Liga     | Estudiantes de La Plata | Argentina | 2024 |
| Trofeo de Campeones | Estudiantes de La Plata | Argentina | 2024 |

## Redes sociales
- Instagram

- Datos: Q112657660